# الی آشورست
الی آشورست (انگلیسی: Eli Ashurst; ۲۸ دسامبر ۱۹۰۱ – ۷ دسامبر ۱۹۲۷) بازیکن فوتبال اهل پادشاهی متحد بریتانیای کبیر و ایرلند بود.
از باشگاه‌هایی که در آن بازی کرده‌است می‌توان به باشگاه فوتبال اشینگتون و باشگاه فوتبال بیرمنگام سیتی اشاره کرد.